# Benjamin Jensen
Benjamin Jensen (né le 13 avril 1975) est un athlète norvégien spécialiste du décathlon.

## Carrière

### Palmarès
| Date | Compétition                   | Lieu              | Résultat | Points |
| ---- | ----------------------------- | ----------------- | -------- | ------ |
| 1994 | Championnats du monde juniors | Lisbonne          | 1er      | 7 676  |
| 1999 | Universiade                   | Palma de Majorque | 3e       | 7 982  |
| 1999 | Championnats du monde         | Séville           | —        | DNF    |
| 2001 | Championnats du monde         | Edmonton          | 14e      | 8 090  |
| 2001 | Décastar                      | Talence           | 3e       | 8 153  |
| 2005 | Championnats du monde         | Helsinki          | —        | DNF    |

### Records
| Épreuve    | Performance | Lieu           | Date          |
| ---------- | ----------- | -------------- | ------------- |
| Décathlon  | 8160 pts    | Roskilde       | 1er août 1999 |
| Heptathlon | 5769 pts    | West Lafayette | 1er mars 1998 |